# Coppa Svizzera 1962-1963
La Coppa Svizzera 1962-1963 è stata la 38ª edizione della manifestazione calcistica. È iniziata il 9 settembre 1962 e si è conclusa il 15 aprile 1963. Questa edizione della coppa vide la vittoria finale del Basilea.

## Regolamento
Partecipano 428 squadre. Una prima fase preliminare vede impegnate squadre di Seconda e Terza Lega, di queste ne rimarranno 72 che parteciperanno al Primo Turno Eliminatorio che segnerá l'inizio della seconda fase dove entreranno in lizza le 36 squadre di Prima Lega (Secondo Turno Eliminatorio) e le 28 squadre di Lega Nazionale A e B (Trentaduesimi di Finale).
Turni ad eliminazione diretta in gara unica. Le partite terminanti in paritá dopo i tempi supplementari, potranno rigiocarsi una sola altra volta, se persiste il pareggio, si ricorre ad un sorteggio per stabilire la squadra qualificata al prossimo turno.

## Squadre partecipanti
| Basilea           |
| Bienne            |
| Chiasso           |
| Grasshoppers      |
| Grenchen          |
| La Chaux-de-Fonds |
| Losanna           |
| Lucerna           |
| Lugano            |
| Servette          |
| Sion              |
| Young Boys        |
| Young Fellows     |
| Zurigo            |

| Aarau              |
| Bellinzona         |
| Berna              |
| Bodio              |
| Brühl              |
| Cantonal Neuchâtel |
| Friburgo           |
| Moutier            |
| Porrentruy         |
| Sciaffusa          |
| Thun               |
| Urania Ginevra     |
| Vevey              |
| Winterthur         |

| Baden             |
| Blue Stars Zurigo |
| Bülach            |
| Dietikon          |
| Küsnacht          |
| Locarno           |
| Oerlikon/Polizei  |
| Rapid Lugano      |
| Red Star Zurigo   |
| San Gallo         |
| Solduno           |
| Vaduz             |
| Wettingen         |

| Alle              |
| Breitenbach       |
| Breite Basilea    |
| Concordia Basilea |
| Delémont          |
| Emmenbrücke       |
| Gerlafingen       |
| Langenthal        |
| Lengnau           |
| Nordstern         |
| Old Boys Basilea  |
| Soletta           |
| Wohlen            |

| Étoile Carouge  |
| Forward Morges  |
| Le Locle-Sports |
| Malley          |
| Martigny        |
| Monthey         |
| Raron           |
| Renens          |
| Sierre          |
| Stade Lausanne  |
| Versoix         |
| Xamax Neuchâtel |
| Yverdon         |

| Regione Orientale:  |
| ------------------- |
| Arbon               |
| Ems                 |
| Fortuna San Gallo   |
| Glarus              |
| Kreuzlingen         |
| Widnau              |
| Regione di Zurigo:  |
| Affoltern           |
| Diessenhofen        |
| Dübendorf           |
| SCI Juventus Zurigo |
| Lachen/Altendorf    |
| Neuhausen           |
| Oberwinterthur      |
| Seebach             |
| Turicum             |

| Uster                    |
| Villmergen               |
| Wil                      |
| Wollerau                 |
| Zugo                     |
| Regione di Berna:        |
| Aurore Bienne            |
| Bözingen 34              |
| Courtemaiche             |
| Dürrenast                |
| Interlaken               |
| Kirchberg                |
| Länggasse Berna          |
| Mett                     |
| Schönenwerd-Niedergösgen |
| Steffisburg              |

| Regione di Soletta: |
| ------------------- |
| Deitingen           |
| Klus/Balsthal       |
| Pratteln            |
| Subingen            |
| Regione Nord-Ovest: |
| Aesch               |
| Black Stars Basilea |
| Breitenbach         |
| Oberwil             |
| Regione Romanda:    |
| Assens              |
| Bavois              |
| Brig-Glis           |
| Central Friburgo    |
| Chênois             |

| Chevroux                   |
| Compesières                |
| Fétigny                    |
| Fontainemelon              |
| Fully                      |
| Meyrin                     |
| Montreux-Sports            |
| Murten                     |
| Prilly-Sports              |
| St. Imier                  |
| Signal Bernex              |
| Regione Ticino:            |
| Armonia Lugano             |
| Lumino                     |
| Mendrisio                  |
| Minusio                    |
| Template:Calcio Valcandana |
| Verscio                    |

| Regione di Lucerna:             |
| ------------------------------- |
| Brunnen                         |
| Buochs                          |
| Goldau                          |
| Obergeissenstein                |
| Template:Calcio                 |
| Template:Calcio                 |
| Regione di Argovia:             |
| Brugg                           |
| Template:Calcio Gränichen Turgi |
| Schöftland                      |
| Zofingen                        |
| Template:Calcio                 |
| Template:Calcio                 |

### 1º Turno Eliminatorio
| Squadra 1                      | Risultato     | Squadra 2                |
| ------------------------------ | ------------- | ------------------------ |
| 9 settembre 1962               |               |                          |
| Regione di Zurigo              |               |                          |
| Dübendorf                      | 1 - 2         | Affoltern                |
| Lachen/Altendorf               | 0 - 1         | Wil                      |
| Neuhausen                      | 1 - 3         | Diessenhofen             |
| Seebach                        | 0 - 1         | SCI Juventus Zurigo      |
| Uster                          | 4 - 0         | Oberwinterthur           |
| Wollerau                       | 0 - 2         | Zugo                     |
| 16 settembre 1962              |               |                          |
| Villmergen                     | 1 - 5         | Turicum                  |
| Regione Romanda                |               |                          |
| Central Friburgo               | 1 - 2         | Murten                   |
| Chênois                        | 2 - 1         | Signal Bernex            |
| Chevroux                       | 2 - 1         | Fétigny                  |
| Compesières                    | 4 - 2         | Meyrin                   |
| Fontainemelon                  | 2 - 4         | St. Imier                |
| Fully                          | 6 - 4         | Brig-Glis                |
| Prilly-Sports                  | 2 - 3         | Montreux-Sports          |
| Bavois                         | 2 - 4(d.t.s.) | Assens                   |
| Regione di Berna               |               |                          |
| Bözingen 34                    | 7 - 2         | Aurore Bienne            |
| Kirchberg                      | 4 - 2(d.t.s.) | Schönenwerd-Niedergösgen |
| Länggasse Berna                | 5 - 3         | Dürrenast                |
| Steffisburg                    | 1 - 2         | Interlaken               |
| Courtemaiche                   | 1 - 1(d.t.s.) | Mett                     |
| 16 settembre 1962              |               |                          |
| Mett                           | 5 - 2         | Courtemaiche             |
| Regione Nord-Ovest             |               |                          |
| Aesch                          | 0 - 1(d.t.s.) | Black Stars Basilea      |
| Oberwil                        | 1 - 1(d.t.s.) | Breitenbach              |
| 16 settembre 1962(Ripetizione) |               |                          |
| Breitenbach                    | 4 - 3         | Oberwil                  |
| Regione di Lucerna             |               |                          |
| Brunnen                        | 2 - 1         | Goldau                   |
| Obergeissenstein               | 2 - 1         | Buochs                   |
| Regione Argovia                |               |                          |
| Zofingen                       | 3 - 1         | Schöftland               |
| Regione di Soletta             |               |                          |
| Deitingen                      | 4 - 1         | Subingen                 |
| Klus/Balsthal                  | 2 - 4         | Pratteln                 |
| Regione Ticino                 |               |                          |
| Lumino                         | 0 - 1         | Armonia Lugano           |
| Valcandana                     | 1 - 5         | Mendrisio                |
| Verscio                        | 2 - 3         | Minusio                  |
| Regione Orientale              |               |                          |
| Fortuna San Gallo              | 2 - 4(d.t.s.) | Kreuzlingen              |
| Glarus                         | 10 - 3        | Ems                      |
| Widnau                         | 2 - 0         | Arbon                    |

### 2º Turno Eliminatorio
| Squadra 1                    | Risultato     | Squadra 2           |
| ---------------------------- | ------------- | ------------------- |
| 30 settembre 1962            |               |                     |
| Armonia Lugano               | 1 - 0         | Solduno             |
| Assens                       | 3 - 0         | Sierre              |
| Baden                        | 2 - 0         | SCI Juventus Zurigo |
| Bözingen 34                  | 0 - 1         | Burgdorf            |
| Breitenbach                  | 1 - 2         | Alle                |
| Bülach                       | 9 - 2         | Diessenhofen        |
| Chênois                      | 3 - 1         | Renens              |
| Emmenbrücke                  | 3 - 2(d.t.s.) | Obergeissenstein    |
| Étoile Carouge               | 4 - 1         | Forward Morges      |
| Fully                        | 2 - 1         | Monthey             |
| Gerlafingen                  | 2 - 1         | Deitingen           |
| Kreuzlingen                  | 0 - 9         | San Gallo           |
| Langenthal                   | 2 - 0         | Turicum             |
| Locarno                      | 3 - 0         | Brunnen             |
| Mett                         | 2 - 5         | Concordia Basilea   |
| Minusio                      | 0 - 1         | Küsnacht            |
| Murten                       | 0 - 4         | Malley              |
| Nordstern                    | 1 - 4         | Pratteln            |
| Oerlikon/Polizei             | 0 - 2         | Uster               |
| Old Boys Basilea             | 2 - 3         | Black Stars Basilea |
| Red Star Zurigo              | 2 - 1         | Affoltern           |
| St. Imier                    | 1 - 2(d.t.s.) | Breite Basilea      |
| Soletta                      | 5 - 1         | Delémont            |
| Stade Lausanne               | 4 - 2         | Le Locle-Sports     |
| Vaduz                        | 5 - 3         | Glarus              |
| Versoix                      | 3 - 0         | Meyrin              |
| Widnau                       | 0 - 2         | Dietikon            |
| Wil                          | 4 - 2         | Blue Stars Zurigo   |
| Xamax Neuchâtel              | 3 - 2         | Länggasse Berna     |
| Yverdon                      | 6 - 2         | Kirchberg           |
| Zofingen                     | 1 - 3         | Wettingen           |
| Zugo                         | 1 - 4         | Wohlen              |
| Lengnau                      | 1 - 1(d.t.s.) | Interlaken          |
| Martigny                     | 1 - 1(d.t.s.) | Fétigny             |
| Montreux-Sports              | 1 - 1(d.t.s.) | Raron               |
| Rapid Lugano                 | 1 - 1(d.t.s.) | Mendrisio           |
| 14 ottobre 1962(Ripetizioni) |               |                     |
| Interlaken                   | 1 - 3         | Lengnau             |
| Mendrisio                    | 1 - 0         | Rapid Lugano        |
| 28 ottobre 1962(Ripetizioni) |               |                     |
| Fétigny                      | 3 - 2         | Martigny            |
| Raron                        | 2 - 1         | Montreux-Sports     |

### Trentaduesimi di Finale
| Squadra 1                     | Risultato     | Squadra 2           |
| ----------------------------- | ------------- | ------------------- |
| 4 novembre 1962               |               |                     |
| Aarau                         | 3 - 2         | Alle                |
| Baden                         | 4 - 0         | Vaduz               |
| Basilea                       | 4 - 0         | Black Stars Basilea |
| Breite Basilea                | 0 - 3         | Grenchen            |
| Bülach                        | 0 - 2         | Winterthur          |
| Burgdorf                      | 3 - 0(d.t.s.) | Xamax Neuchâtel     |
| Cantonal Neuchâtel            | 0 - 2         | Concordia Basilea   |
| Chênois                       | 2 - 1         | Étoile Carouge      |
| Dietikon                      | 4 - 1         | Bodio               |
| Emmenbrücke                   | 0 - 1(d.t.s.) | Bellinzona          |
| Friburgo                      | 1 - 3(d.t.s.) | Soletta             |
| Gerlafingen                   | 0 - 2         | Thun                |
| Grasshoppers                  | 3 - 0         | San Gallo           |
| La Chaux-de-Fonds             | 3 - 1         | Fully               |
| Lengnau                       | 2 - 5(d.t.s.) | Berna               |
| Locarno                       | 1 - 2         | Lucerna             |
| Losanna                       | 7 - 1         | Assens              |
| Lugano                        | 1 - 0         | Red Star Zurigo     |
| Mendrisio                     | 2 - 0(d.t.s.) | Armonia Lugano      |
| Moutier                       | 0 - 1         | Langenthal          |
| Sciaffusa                     | 1 - 4         | Wettingen           |
| Servette                      | 14 - 2        | Stade Lausanne      |
| Sion                          | 2 - 1         | Raron               |
| Urania Ginevra                | 4 - 2(d.t.s.) | Versoix             |
| Uster                         | 2 - 3         | Brühl               |
| Vevey                         | 6 - 1         | Fétigny             |
| Wohlen                        | 2 - 6         | Chiasso             |
| Young Boys                    | 9 - 1         | Malley              |
| Young Fellows                 | 3 - 2         | Wil                 |
| Yverdon                       | 1 - 2         | Bienne              |
| Zurigo                        | 5 - 0         | Küsnacht            |
| Pratteln                      | 1 - 1(d.t.s.) | Porrentruy          |
| 11 novembre 1962(Ripetizione) |               |                     |
| Porrentruy                    | 5 - 1         | Pratteln            |

### Sedicesimi di Finale
| Squadra 1       | Risultato     | Squadra 2         |
| --------------- | ------------- | ----------------- |
| 2 dicembre 1962 |               |                   |
| Aarau           | 3 - 0         | Brühl             |
| Baden           | 2 - 1         | Grenchen          |
| Berna           | 1 - 2         | Burgdorf          |
| Bienne          | 2 - 0         | Porrentruy        |
| Chiasso         | 4 - 1         | Winterthur        |
| Grasshoppers    | 3 - 1(d.t.s.) | Dietikon          |
| Langenthal      | 2 - 1         | Wettingen         |
| Losanna         | 2 - 1         | La Chaux-de-Fonds |
| Lucerna         | 2 - 1         | Zurigo            |
| Mendrisio       | 0 - 1         | Lugano            |
| Servette        | 6 - 1         | Vevey             |
| Sion            | 2 - 1         | Urania Ginevra    |
| Soletta         | 2 - 0         | Chênois           |
| Thun            | 1 - 0         | Concordia Basilea |
| Young Boys      | 0 - 2         | Basilea           |
| Young Fellows   | 3 - 0         | Bellinzona        |

### Ottavi di Finale
| Squadra 1        | Risultato  | Squadra 2     |
| ---------------- | ---------- | ------------- |
| 23 dicembre 1962 |            |               |
| Lugano           | 0 - 1      | Chiasso       |
| Sion             | 2 - 1      | Young Fellows |
| 30 dicembre 1962 |            |               |
| Aarau            | 2 - 4      | Servette      |
| Baden            | 0 - 4      | Grasshoppers  |
| Basilea          | 7 - 1      | Burgdorf      |
| Losanna          | 6 - 0      | Langenthal    |
| Lucerna          | 5 - 2      | Thun          |
| Bienne           | (rinviata) | Soletta       |
| 6 gennaio 1963   |            |               |
| Bienne           | 2 - 0      | Soletta       |

### Quarti di Finale
| Squadra 1        | Risultato | Squadra 2 |
| ---------------- | --------- | --------- |
| 24 febbraio 1963 |           |           |
| Chiasso          | 1 - 2     | Basilea   |
| Grasshoppers     | 4 - 0     | Sion      |
| Losanna          | 4 - 1     | Bienne    |
| Lucerna          | 0 - 1     | Servette  |

### Semifinali
| Squadra 1     | Risultato | Squadra 2 |
| ------------- | --------- | --------- |
| 24 marzo 1963 |           |           |
| Basilea       | 1 - 0     | Losanna   |
| Grasshoppers  | 4 - 2     | Servette  |

### Finale
| Arbitro: | Guinnard (Gletterens) |

|                                                                                   |            |                                                                               |
| Blumer 59’ Ludwig 67’                                                             | Marcatori  |                                                                               |
| Stettler Vogt Stocker Weber Michaud Porlezza Ludwig Odermatt Pfirter Blumer Gatti | Formazioni | Elsener Hummel Ghilardi Menet Wespe Faccin Kunz Rognoni Gronau Wütrhich Duret |
| Sobotka                                                                           | Allenatori | Vukosavljevic                                                                 |